# Фу Пи
Фу Пи (на китайски: 苻丕; на пинин: Fú Pī) е император на Ранна Цин, управлявал през 385 – 386 година.
Той е най-възрастният син на Фу Дзиен от народа ди, и се споменава се за пръв във връзка с неговото възкачване на трона на Ранна Цин през 357 година. През следващите години той служи в армията на баща си, а през 380 година става управител на източните провинции. След началото на бунтовете на рода Мужун през 383 година той воюва срещу държавата Късна Лян, а когато през 385 година научава за смъртта на баща си, се обявява за император.
По време на краткото си управление Фу Пи контролира главно част от днешната провинция Шанси, макар че остават множество лоялни към Ранна Цин анклави в Шънси и Гансу и дори в източните области. През 386 година претърпява поражение от Западна Йен, след което прави опит за внезапно нападение срещу Лоян, но е разгромен и убит от войските на империята Дзин. Наследен е от своя далечен племенник Фу Дън.